# کسی برای دوست داشتن (فیلم ۲۰۱۴)
کسی برای دوست داشتن (انگلیسی: Somebody to Love) فیلمی در ژانر کمدی رمانتیک است.